# Volejbol'nyj klub Samorodok 2011-2012
Questa voce raccoglie le informazioni riguardanti il Volejbol'nyj klub Samorodok nelle competizioni ufficiali della stagione 2011-2012.

## Organigramma societario
Area direttiva
- Presidente: Sergej Lopatin

Area tecnica
- Allenatore: Vladimir Podkopaev (fino a gennaio), Konstantin Prichod'ko (da gennaio)

## Rosa
| N° | Nome                  | Ruolo | Data di nascita   | Nazionalità sportiva |
| -- | --------------------- | ----- | ----------------- | -------------------- |
| 1  | Juljana Ljakunina     | O     | 8 gennaio 1979    | Russia               |
| 2  | Natal'ja Korobkova    | S     | 7 aprile 1985     | Russia               |
| 3  | Anastasija Konovalova | C     | 10 febbraio 1990  | Russia               |
| 4  | Ol'ga Petraško        | C     | 1º luglio 1981    | Russia               |
| 6  | Patrice Arrington     | S     | 7 maggio 1976     | Stati Uniti          |
| 7  | Ol'ga Šukajlo         | S     | 26 ottobre 1991   | Russia               |
| 9  | Iryna Truškina        | C     | 3 dicembre 1986   | Ucraina              |
| 10 | Svetlana Bubukina     | L     | 4 giugno 1978     | Russia               |
| 11 | Alina But'ko          | S     | 3 maggio 1985     | Russia               |
| 13 | Inna Razdobarina      | L     | 28 aprile 1987    | Russia               |
| 14 | Anna Teležuk          | P     | 10 luglio 1987    | Russia               |
| 15 | Natal'ja Simonenko    | S     | 31 maggio 1988    | Russia               |
| 16 | Dar'ja Nesterenko     | P     | 25 maggio 1985    | Russia               |
| 17 | Alevtina Nemceva      | C     | 23 settembre 1989 | Russia               |
| 18 | Ekaterina Popova      | S     | 23 dicembre 1992  | Russia               |

## Statistiche

### Statistiche di squadra
| Competizione    | Punti | In casa | In casa | In casa | In trasferta | In trasferta | In trasferta | Totale | Totale | Totale |
| Competizione    | Punti | G       | V       | P       | G            | V            | P            | G      | V      | P      |
| --------------- | ----- | ------- | ------- | ------- | ------------ | ------------ | ------------ | ------ | ------ | ------ |
| Superliga       | 11/19 | 14      | 2       | 12      | 14           | 4            | 10           | 28     | 6      | 22     |
| Coppa di Russia | 5/5   | -       | -       | -       | -            | -            | -            | 6      | 3      | 3      |
| Totale          | -     | 14      | 2       | 12      | 14           | 4            | 10           | 34     | 9      | 25     |

G = partite giocate; V = partite vinte; P = partite perse

### Statistiche dei giocatori
| Giocatrice     | Superliga | Superliga | Superliga | Superliga | Superliga |
| Giocatrice     | P         | PT        | AV        | MV        | BV        |
| -------------- | --------- | --------- | --------- | --------- | --------- |
| P. Arrington   | 14        | 33        | 31        | 1         | 1         |
| S. Bubukina    | 11        | 0         | 0         | 0         | 0         |
| A. But'ko      | 23        | 220       | 184       | 22        | 14        |
| A. Konovalova  | 3         | 12        | 9         | 0         | 3         |
| N. Korobkova   | 25        | 68        | 55        | 11        | 2         |
| J. Ljakunina   | 24        | 208       | 169       | 16        | 23        |
| A. Nemceva     | 17        | 43        | 23        | 13        | 7         |
| D. Nesterenko  | 10        | 10        | 4         | 1         | 5         |
| O. Petraško    | 27        | 256       | 161       | 74        | 21        |
| E. Popova      | 0         | 0         | 0         | 0         | 0         |
| I. Razdobarina | 27        | 0         | 0         | 0         | 0         |
| N. Simonenko   | 25        | 131       | 111       | 11        | 9         |
| O. Šukajlo     | 26        | 346       | 301       | 20        | 25        |
| A. Teležuk     | 28        | 40        | 6         | 12        | 22        |
| I. Truškina    | 28        | 287       | 238       | 34        | 15        |

P = presenze; PT = punti totali; AV = attacchi vincenti; MV = muri vincenti; BV = battute vincenti

NB: Non sono disponibili i dati relativi alla Coppa di Russia e, di conseguenza, quelli totali